# Општина Тулка (Бихор)
Тулка (рум. Tulca) општина је у Румунији у округу Бихор.
Oпштина се налази на надморској висини од 105 m.